# 曹延祿
曹延祿（?—?），北宋时期的第六任曹氏归义军节度使。曹元忠的儿子。曹延恭死后，曹延祿嗣位。宋太宗太平兴国五年（980年）四月丁丑，授官檢校太保、沙州刺史、充歸義軍節度使、瓜沙等州觀察處置營田押蕃落等使。咸平四年（1001年）正月戊子，宋真宗封曹延祿为譙郡開國公。不久，曹延祿被族子曹宗壽所杀，宋朝以羁縻对待，依然以曹宗壽为归义军节度使。

## 腳注
1. ↑  《宋大詔令集》卷240 沙州曹延祿拜官制
2. ↑  《宋史》沙州傳